# Mistrzostwa Ameryki Środkowej i Karaibów w Lekkoatletyce 2013
24. Mistrzostwa Ameryki Środkowej i Karaibów w Lekkoatletyce – zawody lekkoatletyczne, które odbyły się od 5 do 7 lipca w Morelii w Meksyku. 

## Rezultaty

### Mężczyźni
| Konkurencja:                  | 1. miejsce                                                                         | Rezultat   | 2. miejsce                                                                 | Rezultat  | 3. miejsce                                                                              | Rezultat  |
| Bieg na 100 m                 | Andrew Fisher                                                                      | 10,14      | Andrew Hinds                                                               | 10,19     | Ramon Gittens                                                                           | 10,19     |
| Bieg na 200 m                 | Antoine Adams                                                                      | 20,13 NR   | Lalonde Gordon                                                             | 20,28     | Jason Livermore                                                                         | 20,29     |
| Bieg na 400 m                 | Jarrin Solomon                                                                     | 45,54      | Omar Johnson                                                               | 45,67     | Gustavo Cuesta                                                                          | 46,20     |
| Bieg na 800 m                 | Andy González                                                                      | 1:49,54    | Ricardo Cunningham                                                         | 1:49,97   | Jo-Wayne Hibbert                                                                        | 1:50,10   |
| Bieg na 1500 m                | Christopher Sandoval                                                               | 3:52,94    | Fabian Guerrero                                                            | 3:53,53   | Jose Alberto Beras                                                                      | 4:02,61   |
| Bieg na 5000 m                | Juan Luis Barrios                                                                  | 14:08,19   | Fabian Guerrero                                                            | 14:48,94  | Alfredo Arévalo                                                                         | 15:22,23  |
| Bieg na 10 000 m              | Juan Romero                                                                        | 30:11,84   | Sergio Pedraza                                                             | 30:16,76  | Alfredo Arévalo                                                                         | 32:23,55  |
| Bieg na 3000 m z przeszkodami | Javier Quintana                                                                    | 9:17,56 PB | Luis Ibarra                                                                | 9:27,92   | Alvaro Abreu                                                                            | 8:42,51   |
| Bieg na 110 m przez płotki    | Shane Brathwaite                                                                   | 13,70      | Wayne Davis                                                                | 13,75     | Yordan L. O’Farrill                                                                     | 13,82     |
| Bieg na 400 m przez płotki    | Emanuel Mayers                                                                     | 49,72      | Jeffery Gibson                                                             | 49,94     | Amaurys R. Valle                                                                        | 50,02     |
| Sztafeta 4 × 100 m            | Bahamy · Adrian Griffith · Jamial Rolle · Trevorvano Mackey · Shavez Hart          | 38,77 NR   | Jamajka · Oshane Bailey · Andrew Fisher · Jermaine Brown · Jason Livermore | 38,86     | Trynidad i Tobago · Jamol James · Ayodelle Taffe · Jereem Richards · Emmanuel Callender | 39,26     |
| Sztafeta 4 × 400 m            | Trynidad i Tobago · Renny Quow · Emmanuel Mayers · Machel Cedenio · Jarrin Solomon | 3:02,19    | Bahamy · LaToy Williams · O’Jay Ferguson · Jeffery Gibson · Wesley Neymour | 3:02,66   | Dominikana · Arismendy Peguero · Gustavo Cueasta · Félix Sánchez · Luguelín Santos      | 3:02,82   |
| Chód na 20 km                 | Jorge Alejandro Martínez                                                           | 1:27:17 PB | Julio César Salazar                                                        | 1:29:51   | Allan Segura                                                                            | 1:39:14   |
| Skok wzwyż                    | Ryan Ingraham                                                                      | 2,25       | Darrel Garwood                                                             | 2,22      | Jamal Wilson                                                                            | 2,22      |
| Skok o tyczce                 | Raul Rios                                                                          | 5,10 PB    | Victor Manuel Castillero                                                   | 4,80      | Jorge Montes                                                                            | 4,65      |
| Skok w dal                    | Alberto Álvarez                                                                    | 7,85 PB    | Eddy Florián                                                               | 7,80      | Kyron Blaise                                                                            | 7,73      |
| Trójskok                      | Yordanis Durañona                                                                  | 16,45      | Alberto Álvarez                                                            | 16,39 PB  | Chris Hercules                                                                          | 16,00     |
| Pchnięcie kulą                | O’Dayne Richards                                                                   | 20,97 PB   | Josué Santana                                                              | 17,74     | Mario Cota                                                                              | 17,67     |
| Rzut dyskiem                  | Chad Wright                                                                        | 60,79      | Mario Cota                                                                 | 58,58     | Quincy Wilson                                                                           | 55,83     |
| Rzut młotem                   | Roberto Sawyer                                                                     | 68,92      | Diego Del Real                                                             | 65,35     | Diego Berrios                                                                           | 61,88     |
| Rzut oszczepem (szczegóły)    | Carlos Armenta                                                                     | 72,49      | Alexander Pascal                                                           | 71,85 PB  | José Lagunes                                                                            | 69,64     |
| Dziesięciobój                 | Rodrigo Armando Sagaon                                                             | 7011 pkt.  | Jorge Rivera                                                               | 6773 pkt. | Josue Louis                                                                             | 6619 pkt. |

### Kobiety
| Konkurencja:                  | 1. miejsce                                                                            | Rezultat   | 2. miejsce                                                                          | Rezultat        | 3. miejsce                                                                        | Rezultat    |
| Bieg na 100 m                 | Sheri-Ann Brooks                                                                      | 11,21      | Mariely Sánchez                                                                     | 11,24 NR        | Aleen Bailey                                                                      | 11,34       |
| Bieg na 200 m                 | Kineke Alexander                                                                      | 23,00 PB   | Aleen Bailey                                                                        | 23,08           | Mariely Sánchez                                                                   | 23,15       |
| Bieg na 400 m                 | Kadecia Baird                                                                         | 51,32      | Chris-Ann Gordon                                                                    | 52,52           | Kineke Alexander                                                                  | 52,81       |
| Bieg na 800 m                 | Natoya Goule                                                                          | 2:02,02    | Simoya Campbell                                                                     | 2:03,08         | Rose M. Almanza                                                                   | 2:03,10     |
| Bieg na 1500 m                | Brenda Flores                                                                         | 4:27,55    | Adriana Muñoz                                                                       | 4:23,78         | Alejandra Silis                                                                   | 4:24,93 SB  |
| Bieg na 5000 m                | Marisol Romero                                                                        | 16:04,93   | Brenda Flores                                                                       | 17:11,89        | Elida Hernández                                                                   | 18:17,55    |
| Bieg na 10 000 m              | Kathya García                                                                         | 35:19,92   | Marta Vazquez                                                                       | 35:49,23        | Daniela Alonso                                                                    | 36:05,94    |
| Bieg na 3000 m z przeszkodami | Azucena Rios                                                                          | 10:56,55   | Maria Mancebo                                                                       | 11:09,21        | Elisa Hernández                                                                   | 11:20,28 PB |
| Bieg na 100 m przez płotki    | Monique Morgan                                                                        | 13,25      | Kierre Beckles                                                                      | 13,37           | Lavonne Idlette                                                                   | 13,41       |
| Bieg na 400 m przez płotki    | Danielle Dowie                                                                        | 56,39      | Sharolyn Scott                                                                      | 57,74           | Zudikey Rodríguez                                                                 | 58,12       |
| Sztafeta 4 × 100 m            | Jamajka · Elaine Thompson · Nadine Palmer · Aleen Bailey · Sheri-Ann Brooks           | 43,58      | Trynidad i Tobago · Kamaria Durant · Kai Selvon · Reyare Thomas · Michelle-Lee Ahye | 43,67           | Bahamy · Tayla Carter · Cache Armbrister · Debbie Ferguson-McKenzie · Nivea Smith | 44,08       |
| Sztafeta 4 × 400 m            | Trynidad i Tobago · Shawna Fermin · Sparkle McKnight · Ramona Modeste · Aleena Brooks | 3:30,64 NR | Meksyk · Mariel Espinosa · Zudikey Rodríguez · Claudia Soberanes · Gabriela Medina  | 3:34,52         | Bahamy · Shakeitha Henfield · Laniece Clarke · Miriam Byfield · Amara Jones       | 3:36,41     |
| Chód na 10 km                 | María Guadalupe González                                                              | 47:49 PB   | Milángela Rosales                                                                   | 49:08           | Zayra Jáuregui                                                                    | 50:01 PB    |
| Skok wzwyż                    | Levern Spencer                                                                        | 1,95       | Jeanelle Scheper                                                                    | 1,92 NJR PB WJL | Saniel Atkinson Grier                                                             | 1,84        |
| Skok o tyczce                 | Carmelita Correa                                                                      | 3,95       | Tiziana Ruiz                                                                        | 3,90            | Alexandra González                                                                | 3,85        |
| Skok w dal                    | Francine Simpson                                                                      | 6,49       | Arantxa King                                                                        | 6,45            | Bianca Stuart                                                                     | 6,42        |
| Trójskok                      | Tamara Myers                                                                          | 13,18      | Ayanna Alexander                                                                    | 13,17           | Liliana Hernández                                                                 | 12,90 PB    |
| Pchnięcie kulą                | Cleopatra Borel                                                                       | 17,56      | Cecilia Dzul                                                                        | 16,53           | Laura Pulido                                                                      | 15,69       |
| Rzut dyskiem                  | Allison Randall                                                                       | 55,26      | Paulina Flores                                                                      | 50,16           | Iraís Estrada                                                                     | 49,84       |
| Rzut młotem                   | Samantha Hernández                                                                    | 54,27 PB   | Yolanda González                                                                    | 54,26           |                                                                                   |             |
| Rzut oszczepem                | Coralys Ortiz                                                                         | 57,48 PB   | Betzabet Menéndez                                                                   | 48,90           | Diana Martínez                                                                    | 47,40       |

## Rekordy
Podczas zawodów ustanowiono 9 krajowych rekordów w kategorii seniorów:
| Zawodnik                                                    | Reprezentacja       | Konkurencja             | Rezultat |
| ----------------------------------------------------------- | ------------------- | ----------------------- | -------- |
| Zharnel Hughes                                              | Anguilla            | bieg na 100 metrów      | 10,23    |
| Antoine Adams                                               | Saint Kitts i Nevis | bieg na 200 metrów      | 20,13    |
| Luguelín Santos                                             | Dominikana          | bieg na 200 metrów      | 20,55    |
| Adrian Griffith Jamial Rolle Trevorvano Mackey Shavez Hart  | Bahamy              | sztafeta 4 × 100 metrów | 38,77    |
| Nicholas Deshong Levi Cadogan Shane Brathwaite Andrew Hinds | Barbados            | sztafeta 4 × 100 metrów | 39,18    |
| Jarlex Lynch Gary Robinson Gerald Drummond Nery Brenes      | Kostaryka           | sztafeta 4 × 400 metrów | 3:08,77  |
| Mariely Sánchez                                             | Dominikana          | bieg na 100 metrów      | 11,24    |
| Shinelle Proctor                                            | Anguilla            | skok wzwyż              | 1,70     |
| Shawna Fermin Sparkle McKnight Ramona Modeste Aleena Brooks | Trynidad i Tobago   | sztafeta 4 × 400 metrów | 3:30,64  |

## Tabela medalowa
| Miejsce | Państwo                   | Złoto | Srebro | Brąz | Razem |
| ------- | ------------------------- | ----- | ------ | ---- | ----- |
| 1.      | Meksyk                    | 16    | 19     | 11   | 46    |
| 2.      | Jamajka                   | 10    | 7      | 3    | 20    |
| 3.      | Trynidad i Tobago         | 5     | 4      | 4    | 13    |
| 4.      | Bahamy                    | 3     | 2      | 5    | 10    |
| 5.      | Barbados                  | 1     | 2      | 1    | 4     |
| 6.      | Kuba                      | 1     | 1      | 3    | 5     |
| 7.      | Kostaryka                 | 1     | 1      | 1    | 3     |
| 8.      | Saint Lucia               | 1     | 1      | 0    | 2     |
| 9.      | Saint Vincent i Grenadyny | 1     | 0      | 1    | 2     |
| 9.      | Portoryko                 | 1     | 0      | 1    | 2     |
| 11.     | Saint Kitts i Nevis       | 1     | 0      | 0    | 1     |
| 11.     | Dominika                  | 1     | 0      | 0    | 1     |
| 11.     | Gujana                    | 1     | 0      | 0    | 1     |
| 14.     | Dominikana                | 0     | 3      | 7    | 10    |
| 15.     | Bermudy                   | 0     | 1      | 0    | 1     |
| 15.     | Kajmany                   | 0     | 1      | 0    | 1     |
| 15.     | Wenezuela                 | 0     | 1      | 0    | 1     |
| 18.     | Gwatemala                 | 0     | 0      | 4    | 4     |
| 19.     | Haiti                     | 0     | 0      | 1    | 1     |